# Bitka pri Mamaronecku
Bitka pri Mamaronecku (znana tudi kot Spopad pri Heathcote Hillu) je bil spopad v kampanji med New Yorkom in New Jerseyjem med ameriško revolucionarno vojno, ki se je zgodil 22. oktobra 1776 pri Mamaronecku, okrožje Westchester, New York.
Po umiku vojske Georgea Washingtona v White Plains, New Yorkje britanski general William Howe izkrcal vojake v okrožju Westchester, da bi Washingtonu odrezal pot za pobeg. Da bi pokril vzhodni bok svoje vojske, je Howe ukazal majorju Robertu Rogersu in njegovim rangerjem, naj zavzamejo vas Mamaroneck, ki jo je pred kratkim zapustila kontinentalna vojska. V noči 22. oktobra je 750 mož pod poveljstvom polkovnika Johna Hasleta napadlo britanski tabor. Hasletovi možje so jih popolnoma presenetili, toda Rogersovi rangerji so se zbrali in napadalce pregnali.